# Serra Yılmaz
Serra Yılmaz (Istambul, 13 de setembro de 1954) é uma actriz e directora de cinema turca. Tem aparecido em mais de cinquenta filmes desde 1983. Numa grande quantidade de filmes tem colaborado com o actor Ferzan Özpetek.
Interpreta o papel principal na obra de teatro La Bastarda Di Istanbul, adaptada da novela de 2006 de Elif Şafak The Bastard of Istanbul e apresentada em março de 2015 pelo Teatro di Rifredi em Florença, Itália.
Numa entrevista, Yilmaz afirmou o seu ateísmo. Em 1991 diagnosticou-se-lhe cancro da mama e teve que receber tratamento. Teve a sua estreia como directora de cinema em 2018 com o filme Cebimdeki Yabanci.

## Filmografia

### Actriz
- 2018 - La prima pietra
- 2017 - Istanbul Kirmizisi
- 2016 - Tommaso
- 2015 - Toz Bezi
- 2015 - Mu Tiya Mu the Mysterious Melody
- 2015 - Golpe de calor
- 2014 - Eyyvah Eyvah 3
- 2012 - Le mille e una notte: Aladino e Sherazade (TV)
- 2011 - Pipì Room (Telefilme)
- 2011 - Nar
- 2011 - Bolis (Corto)
- 2011 - Beur sur la ville
- 2011 - Kaybedenler Kulübü
- 2010 - Do Not Forget Me Istanbul
- 2010 - HH, Hitler à Hollywood
- 2010 - Scontro di civiltà per un ascensore a Piazza Vittorio
- 2010 - Ses
- 2009 - Vavien
- 2009 - 7 avlu
- 2009 - Benim ve roz'un sonbahari
- 2008 - Un giorno perfetto
- 2007 - Parmakliklar Ardinda (TV)
- 2007 - Songes d'une femme de ménage (corto)
- 2007 - Saturno contro
- 2007 - Il segreto di Rahil
- 2006 - E poi c'è Filippo (TV)
- 2005 - Lista civica di provocazione
- 2005 - Ricomincio da me (TV)
- 2005 - Dolunay (TV)
- 2005 - Carabinieri: Sotto copertura (TV)
- 2004 - Vaniglia e cioccolato
- 2003 - Asmali konak: Hayat
- 2003 - La finestra di fronte
- 2002 - Ask meydan savasi (TV)
- 2002 - 9
- 2002 - Omfavn mig måne
- 2002 - Yesil isik
- 2001 - O da beni seviyor
- 2001 - El hada ignorante, secretos de pareja
- 2000 - Güle Güle
- 1999 - Harem Suare
- 1994 - Tersine dünya
- 1993 - Ay vakti
- 1993 - Mercedes mon amour
- 1990 - Karilar Kogusu
- 1987 - Afife Jale
- 1987 - Sen de yüreginde sevgiye yer aç
- 1987 - Sevgili bebeklerim
- 1987 - Anayurt Oteli
- 1986 - Davaci
- 1986 - Kupa kizi
- 1986 - Teyzem
- 1984 - Bir Yudum Sevgi
- 1983 - Sekerpare

### Directora
- 2018 - Cebimdeki Yabanci

## Prémios e reconhecimentos
| Evento                                       | Data de cerimónia | Categoria                | Produção               | Resultado |
| -------------------------------------------- | ----------------- | ------------------------ | ---------------------- | --------- |
| Festival Internacional de Cinema de Antalya  | 1999              | Melhor actriz secundária | Harem Suare            | Vencedora |
| Festival Internacional de Cinema de Estambul | 2002              | Melhor actriz            | 9                      | Nomeada   |
| Prémios David dei Donatello                  | 2003              | Melhor actriz secundária | La finestra dei fronte | Vencedora |
| Festival de Cinema de Flaiano                | 2003              | Melhor actriz secundária | La finestra dei fronte | Vencedora |
| Prémios Golden Ciak                          | 2003              | Melhor actriz secundária | La finestra dei fronte | Vencedora |